# Hieracium bracteosissimum
Hieracium bracteosissimum es una especie de planta con flor del género Hieracium, de la familia Asteraceae, orden Asterales.

## Distribución
Hieracium bracteosissimum se distribuye por Noruega.

## Taxonomía
Fue descrita científicamente por Elfstr. ex Omang. Fue publicada en Nyt Mag. Naturvidensk. 87: 96 (1949).